# 虚無病
『虚無病』（きょむびょう）は、2016年10月12日にソニー・ミュージックアソシエイテッドレコーズから発売された、amazarashiの8枚目のミニアルバム。

## 概要
通常盤と初回限定盤の2仕様で発売された。初回限定盤には秋田ひろむ書き下ろし小説と、「amazarashi Premium LIVE VIEWING『世界分岐二〇一六』」にて披露されたアコースティックライブを収録したDVD、さらに「amazarashi LIVE 360°『虚無病』」の音源がダウンロードできるシリアルコードが付属する。
本作には表題曲のほか、秋田ひろむが中島美嘉に提供した楽曲「僕が死のうと思ったのは」のセルフカバー等を含めた全5曲が収録されている。
また、10月15日には千葉・幕張メッセイベントホールでワンマンライブ「amazarashi LIVE 360°『虚無病』」が開催され、本作同梱の小説とリンクした演出がなされた。

## 収録曲
| 全作詞・作曲: 秋田ひろむ。 |                            |            |            |      |
| #                          | タイトル                   | 作詞       | 作曲・編曲 | 時間 |
| 1.                         | 「僕が死のうと思ったのは」 | 秋田ひろむ | 秋田ひろむ | 6:07 |
| 2.                         | 「星々の葬列」             | 秋田ひろむ | 秋田ひろむ | 4:55 |
| 3.                         | 「明日には大人になる君へ」 | 秋田ひろむ | 秋田ひろむ | 1:34 |
| 4.                         | 「虚無病」                 | 秋田ひろむ | 秋田ひろむ | 4:35 |
| 5.                         | 「メーデーメーデー」       | 秋田ひろむ | 秋田ひろむ | 4:55 |
| 合計時間:                  | 合計時間:                  | 22:09      |            |      |

| #  | タイトル               | 作詞 | 作曲・編曲 |
| -- | ---------------------- | ---- | ---------- |
| 1. | 「穴を掘っている」     |      |            |
| 2. | 「この街で生きている」 |      |            |
| 3. | 「ナモナキヒト」       |      |            |